# علي فضل عباس
علي فضل عباس أحمد هو حارس مرمى كرة قدم يمني، من مواليد 27 ديسمبر 2000، يلعب في صفوف المنتخب الوطني، ونادي الوحدة.